# Паркова дорога
Па́ркова доро́га — вулиця в Печерському районі міста Києва, місцевості Аскольдова Могила, Печерськ. Пролягає від алеї Магдебурзького права до Дніпровського узвозу та площі Андрія Первозванного.

## Історія
Вулиця відома з 2-ї половини XIX століття під назвою Козловська, за ім'ям домовласників Козловських (зокрема, ця вулиця згадується в документах 1881 року із зазначенням розташованої вздовж неї садиби М. П. Козловського і доньки губернського секретаря О. Козловського). У 1915 році лікар Козловський збудував тут лікарню для дітей, хворих на поліомієліт (згодом міська лікарня № 15, тепер також лікувальний заклад). Козловська вулиця займала лише частину сучасної Паркової дороги — від сходів, що вели до Маріїнського палацу, і до колишніх сходів від Арсенальної площі. У 1926–1927 роках прокладено її продовження — дорога крізь парк Дніпрові схили. Сучасна назва — з 1963 року, на честь парків, між яких пролягає дорога (у тексті рішення зазначено Парковая дорога).
За адресою Паркова дорога 16-а в 2010-х споруджений Конгресно-виставковий центр «Парковий», відомий також як «вертолітний майданчик Януковича».

## Пам'ятки архітектури
На Парковій дорозі розташована колишня лікарня для дітей, хворих на поліомієліт (буд. № 3/5 та 7). Вона належала Товариству допомоги хронічно хворим дітям. Два корпуси лікарні були зведені у 1903–1910 роках архітектором М. Артиновим, на гроші відомого мецената Льва Бродського.
За адресою Паркова дорога, 2 знаходиться Нижня напівкругла підпірна стіна Київської фортеці, що примикає до Зеленого театру. Ця стіна з 1979 року має статус пам'ятки архітектури національного значення. 
За адресою Паркова дорога, 4 знаходиться Зелений театр, зведений у 1949 році за проектом архітекторів О. Власова та О. Заварова, інженера Н. Пестрякова. Як складова частина Зеленого театру була використана підпірна стіна Новопечерської фортеці.
На початку Паркової дороги знаходиться Церква святого Миколи Чудотворця на Аскольдовій Могилі. Зведена архітектором А. Меленським у 1810 році, закрита у 1936 році. У 1998 році церкву відбудували та передали Українській греко-католицькій церкві.

## Пам'ятники та меморіальні дошки
- Меморіальна дошка на честь візиту Папи Римського Івана-Павла II до Києва у 2001 році (буд. № 1).
- Меморіальна дошка на честь Слави Стецько. Відкрита 25 травня 2008 року, скульптор Б. Довгань (буд. № 1).
- Пам'ятний знак на честь переправи угрів через Дніпро. Відкритий у 1997 році, за ініціативою київського об'єднання угорців та Демократичної ради угорців України. Архітектор Янош Віг, скульптор Ю. Багалика.
- Меморіал Героям Крут.

## Установи
- Церква святого Миколи Чудотворця на Аскольдовій Могилі (буд. № 1)